# Бездоганна (роман)
Бездоганна (англ. Blameless) — стімпанк-паранормальний любовний роман Ґейл Керріґер. Вперше опублікована 1 вересня 2010 року видавництвом Orbit Books, Blameless є третьою книгою в серії з п'яти романів «Протекторат Парасольки», у кожному з яких головним героєм є Алексія Таработті, жінка без душі. Книга, спочатку опублікована у м'якій обкладинці для масового ринку і була бестселером New York Times.

## Сюжет
Поєднання стімпанку з міським фентезі, дія роману «Бездоганна» відбувається в альтернативній історії Британії Вікторіанської доби, де вампірів і перевертнів приймають як членів суспільства, часто у вищому класі. Алексія Таработті, леді Маккон, залишає свого чоловіка-перевертня, лорда Маккона, і повертається до своєї родини, але опиняється в центрі скандалу, коли виявляється, що вона вагітна: перевертні вважаються не здатними до народження дітей, і тому її підозрють у перелюбі. Королева Вікторія виключає її з Тіньової ради, і її структури соціальної підтримки розпадаються. Тим часом лондонська спільнота вампірів ополчилася проти неї. У той час як її розлучений чоловік все частіше вживає алкоголь, щоб полегшити свій біль, Алексія залишає Англію і прямує до Італії, на батьківщину свого покійного батька, щоб знайти відповіді у тамплієрів. Оскільки вона «бездушна» і на неї не впливають здібності надприродних істот, її шлях до істини складніший, ніж вона може собі уявити.

## Історія видання
- 2010, США, Orbit Books ISBN 0-316-07415-2, дата публікації 1 вересня 2010 р., м'яка обкладинка
- 2010, Великобританія, Orbit Books ISBN 1-84149-973-0, дата публікації 2 вересня 2010 р., м'яка обкладинка
- 2011, Німеччина, Blanvalet ISBN 978-3-442-37651-3, дата публікації 19 вересня 2011 р., м'яка обкладинка (німецькою як Entflammte Nacht («Запалена ніч») у перекладі Аніти Ніршль)[3]

На офіційному веб-сайті авторки також зазначено італійське видання Baldini & Castoldi, а також іспаномовне видання, яке буде випущено Versátil. Кожне з цих перекладених видань вказано з «невідомими» майбутніми датами публікації. У листопаді 2010 року авторка оголосила, що Прошинський опублікує роман у Польщі, але дати виходу оголошено не було.
Оригінальна американська обкладинка для роману була розроблена Лорен Панепінто, креативним директором Orbit Books і Yen Press. Модель, яка зображує героїню Алексію Таработті на обкладинках США та Великої Британії, — актриса Донна Річчі. Оригінальна фотографія Річчі для цієї обкладинки була зроблена Tiny Dragon Productions.

## Відгуки
Бездоганна була два тижні у списку бестселерів New York Times, досягнувши № 20 у списку масової художньої літератури в м'якій обкладинці за тиждень, що закінчився 5 вересня 2010 року. Наступного тижня роман опустився на 35 місце, останнє в розширеному списку. У грудні 2010 року роман очолив список масових бестселерів журналу Locus у м'якій обкладинці.

## Адаптації
У вересні 2010 року літературний агент Керрігера оголосив, що всесвітні права на адаптацію перших трьох романів із серії Алексії Таработті як графічних романів були продані Yen Press. Yen Press, як і видавець серії Orbit Books, є підрозділом Hachette Book Group.